# Troy Quane
 (août 2020).
Si vous disposez d'ouvrages ou d'articles de référence ou si vous connaissez des sites web de qualité traitant du thème abordé ici, merci de compléter l'article en donnant les références utiles à sa vérifiabilité et en les liant à la section « Notes et références ».
Troy Quane est un animateur, réalisateur, artiste de storyboard et scénariste américain. Il a notamment été réalisateur du film Les Incognitos avec Nick Bruno, ainsi que scénariste du film de Kelly Asbury, Les Schtroumpfs et le Village perdu, avec Pamela Ribon et Stacey Harlman. Il a été chef du storyboard du film Il était une fois... avec Gaëtan et Paul Brizzi.

## Biographie
Il fit ses premiers travaux chez Walt Disney Animation Studios, en tant qu’animateur sur des suites en DVD de films culte tels que Blanche-Neige et les Sept Nains, Bambi, le moins intéressant The Wild ou encore des films d’animations sur Mickey Mouse et ses amis.
Il devient ensuite artiste de storyboard sur The Wild, mais est promu chef du storyboard sur le très réussi Il était une fois... de Kevin Lima, aux côtés des frères Brizzi, réalisateurs-scénaristes-storyboardeurs.
Il quitta les studios Disney pour rejoindre provisoirement Focus Features pour travailler sur le film de Shane Acker, Numéro 9, un film d’animation produit par Tim Burton.
Il intègre Sony Pictures Animation pour travailler sur le storyboard de films à grands succès tels que Mission : Noël et Hôtel Transylvanie.
Il fit également ses premiers pas de réalisateur sur le court-métrage The Smurfs: A Christmas Carol, qui est une réécriture du célèbre roman de Charles Dickens, Un chant de Noël, dont le script a été écrit par Todd Berger.
C’est dans ce studio qu’il fait la connaissance de Kelly Asbury (Spirit, l'étalon des plaines, Shrek 2, Gnoméo et Juliette), réalisateur et scénariste exceptionnel ayant travaillé pour Disney et Dreamworks SKG. Asbury découvrit l’énorme potentiel du jeune artiste, dont il a observé secrètement ses travaux.
Il lui proposa de devenir le co-réalisateur d’un film d’animation sur lequel il est en train de travailler : Kazorn & the Unicorn. Troy accepta avec joie.
Basé sur un scénario de Llyod Taylor, le film raconte l’histoire d’un jeune garçon qui se lance à la recherche d’une arme puissante afin de prouver sa valeur à la femme qu’il aime.
Malheureusement, le projet est annulé en mars 2014. Troy et Asbury furent très déçus que leur travail soit mis au placard. Mais Asbury remonta le moral de Troy en lui disant que ce n’était pas la première fois qu’un de ses travaux soit enterré.
Heureusement, Asbury fut sollicité auprès de la fille de Peyo pour la réalisation d’un long-métrage d’animation sur les Schtroumpfs. Le réalisateur fit appel à Troy de participer à l’écriture du scénario avec Pamela Ribon et Stacey Harlman, les co-scénaristes du film intitulé Les Schtroumpfs et le Village perdu.
Le film reçoit des critiques élogieuses pour son féminisme, son humour, son histoire, ainsi que pour son animation et est également un énorme succès commercial.
Il rejoint Blue Sky Studios pour travailler sur les storyboards de Snoopy et les Peanuts, le film, L'Âge de glace : Les Lois de l'Univers et Ferdinand. 
Il rencontra l’animateur superviseur Nick Bruno, auquel il devient rapidement un de ses meilleurs amis. Les producteurs Chris Wedge et Carlos Saldanha les choisissent pour la réalisation de leur prochain long-métrage.
Des deux hommes, Troy était celui qui avait le plus d’expérience en matière de réalisation. Avec les scénaristes Brad Coppeland, Cindy Davis et Llyod Taylor, ils découvrirent un court-métrage intitulé Pigeon Impossible. Ils eurent leur inspiration pour leur long-métrage, en décidant de créer un univers d’espionnage et de deux personnes aux caractères diamétralement opposés.
Bruno et Quane pensèrent tout de suite aux acteurs Will Smith et Tom Holland pour leurs personnages principaux Lance Sterling et Walter Beckett.
À sa sortie, le film a été très bien accueilli, autant pour la critique que pour le box-office.

## Filmographie

### Réalisateur
- 2011 : The Smurfs: A Christmas Carol
- 2019 : Les Incognitos coréalisé avec Nick Bruno
- 2023 : Nimona coréalisé avec Nick Bruno

### Scénariste
- 2017 : Les Schtroumpfs et le Village perdu avec Pamela Ribon et Stacey Harlman

### Animateur
- 1997 : La Belle et la Bête 2
- 1997 : Myth : Les Seigneurs damnés
- 1998 : Pocahontas 2 : Un monde nouveau
- 1999 : Winnie the Pooh : A Valentine for You
- 1999 : Bartok le Magnifique
- 1999 : Mickey, il était une fois Noël
- 2000 : Les Aventures de Tigrou
- 2000 : Titan A.E.
- 2001 : Osmosis Jones
- 2002 : Les 101 Dalmatiens 2
- 2002 : Huit nuits folles d'Adam Sandler
- 2002-2003 : Max et Ruby (2 épisodes)
- 2003 : Jacob Two-Two (3 épisodes)
- 2004 : Mickey, Donald, Dingo : Les Trois Mousquetaires
- 2005 : Anne: Journey to Green Gables
- 2005 : Kuzco 2
- 2006 : Georges le petit curieux
- 2006 : The Wild

### Storyboardeur
- 1996 : The Adventures of Moby Dick
- 1996 : Journey to the Center of the Earth
- 2006 : The Wild
- 2007 : Il était une fois (Enchanted)
- 2007-2010 : Total Drama Island (29 épisodes)
- 2008 : Yin Yang Yo! (7 épisodes)
- 2009 : Numéro 9
- 2011 : Mission : Noël
- 2012 : Hôtel Transylvanie
- 2015 : Snoopy et les Peanuts, le film
- 2016 : L'Âge de glace : Les Lois de l'Univers
- 2017 : Ferdinand